# CoCo Personal Best
Albums par CoCo
Sylph
(1992) Sweet & Bitter
(1994)
CoCo Personal Best (CoCoパーソナルベスト) est une compilation de singles des chanteuses du groupe CoCo ; c'est la deuxième compilation attribuée au groupe.

## Présentation
L'album sort le 20 août 1993 au Japon sous le label Pony Canyon. Il atteint la 22e place du classement des ventes de l'Oricon, et reste classé pendant trois semaines.
Bien qu'attribué au groupe CoCo, ce n'est pas à proprement parler une compilation consacrée au groupe en tant que tel, mais à ses membres en solo. Elle contient en effet neuf titres sortis précédemment en singles par chacune des cinq membres originales en solo en parallèle au groupe (incluant Azusa Senō qui figure aussi en couverture bien qu'elle l'ait quitté un an auparavant), et un seul titre tiré de la discographie de CoCo (Shabon no Tameiki de l'album Sylph) mais interprété à l'origine en solo par l'une des membres qui n'a sorti qu'un single ; les chœurs des autres membres ont été retirés de ce titre, remanié pour la compilation. Les chansons y figurant (deux par chacune des cinq membres d'origine) ont été écrites par divers artistes, dont Neko Oikawa qui a écrit les paroles de trois d'entre elles (n°1, 3, et 5).

## Liste des titres
| 1.  | Namida no Tsubomi-tachi (涙のつぼみたち)                                             | 1er single en solo de Rieko Miura (1991)        |  |
| 2.  | Nichiyō wa Dame yo (日曜はダメよ)                                                    | 3e single en solo de Rieko Miura (1991)         |  |
| 3.  | Yume e no Position (夢へのポジション)                                                | Seul single en solo de Maki Miyamae (1992)      |  |
| 4.  | Shabon no Tameiki (Solo Version) (シャボンのため息) (...)                            | Titre de l'album Sylph, par Maki Miyamae (1992) |  |
| 5.  | Maigo ni Sasenaide (迷子にさせないで)                                                | 1er single en solo de Erika Haneda (1991)       |  |
| 6.  | Yume Kara Samenaide -Shire Chan no Yuuutsu- (夢からさめないで-ツレちゃんのゆううつ-) | 2e single en solo de Erika Haneda (1992)        |  |
| 7.  | Yurushite... (許して…)                                                               | 1er single en solo de Mikiyo Ōno (1992)         |  |
| 8.  | Furueru Kesshin (震える決心)                                                         | 2e single en solo de Mikiyo Ōno (1993)          |  |
| 9.  | Mō Nakanaide (もう泣かないで)                                                        | 1er single en solo de Azusa Senō (1991)         |  |
| 10. | Kimi no Tsubasa ~Daijōbu Dakara~ (君の翼～だいじょうぶだから～)                      | 3e single en solo de Azusa Senō (1992)          |  |